# All Together Now (album)
Pour les articles homonymes, voir All Together Now.
Albums de Argent
Ring of Hands
(1971) In Deep
(1973)
All Together Now est le troisième album du groupe britannique de rock Argent. Il est sorti en 1972 sur le label Epic Records.

## Histoire
Le single Hold Your Head Up (en) rencontre un grand succès des deux côtés de l'Atlantique : il se classe no 5 des ventes aux États-Unis comme au Royaume-Uni. Son succès permet à All Together Now d'entrer dans les classements de ces deux pays, une première pour Argent. Le deuxième 45 tours extrait de l'album, Tragedy, atteint la 34e place du hit-parade britannique.

## Fiche technique

### Chansons
Toutes les chansons sont écrites et composées par Rod Argent et Chris White, sauf mention contraire.
| 1. | Hold Your Head Up (en)     |                   | 6:19 |
| 2. | Keep on Rollin'            |                   | 4:31 |
| 3. | Tragedy                    | Russ Ballard (en) | 4:50 |
| 4. | I Am the Dance of the Ages |                   | 3:46 |

| 5. | Be My Lover, Be My Friend                           |              | 5:21  |
| 6. | He's a Dynamo                                       | Russ Ballard | 3:49  |
| 7. | Pure Love (Fantasia / Prelude / Pure Love / Finale) |              | 13:05 |

### Musiciens
- Rod Argent : orgue, piano, chant, chœurs
- Russ Ballard (en) : guitare, chant, chœurs, piano sur Tragedy
- Jim Rodford : basse, guitare, chœurs
- Bob Henrit : batterie, percussions

### Équipe de production
- Rod Argent, Chris White : producteurs
- Peter Bown : ingénieur du son
- Ian J. Latimer : pochette
- Richard Dunkley : photographie

### Classements et certifications
| Pays (classement)             | Meilleure position |
| ----------------------------- | ------------------ |
| États-Unis (Billboard 200)    | 23                 |
| Royaume-Uni (UK Albums Chart) | 13                 |